# Культура Каппадокии

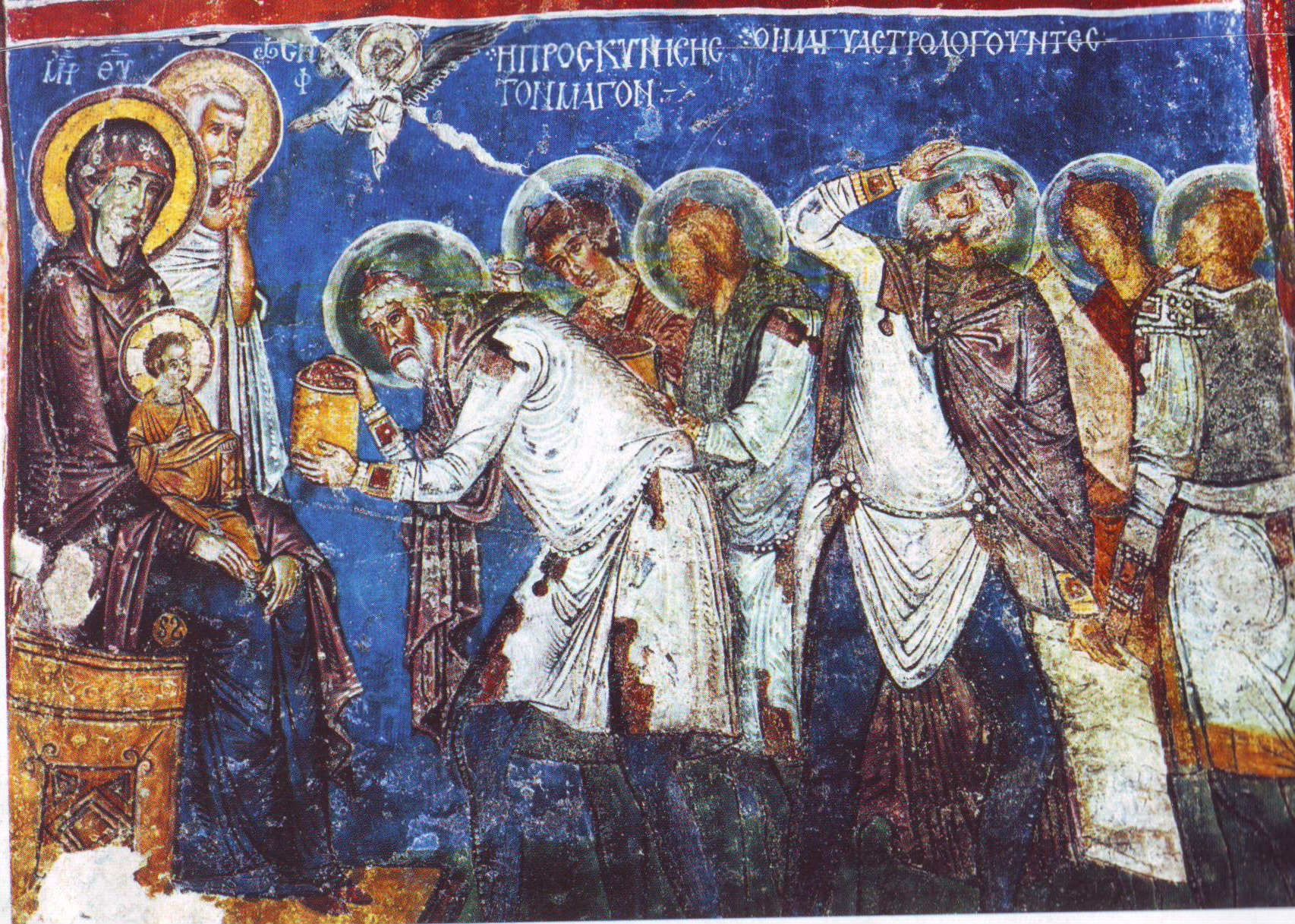
«Поклонение волхвов».
Византийская фреска в пещерной церкви, Гёреме

Культура исторической области Каппадокия ведет свою историю с древнейших времен. Основными параметрами, влиявшими на её развитие, являлось географическое положение на перекрестке миграционных потоков, многочисленные завоевательные войны, а также относительная близость к центрам как античной, так и христианской средневековой цивилизации.

## Основные даты истории

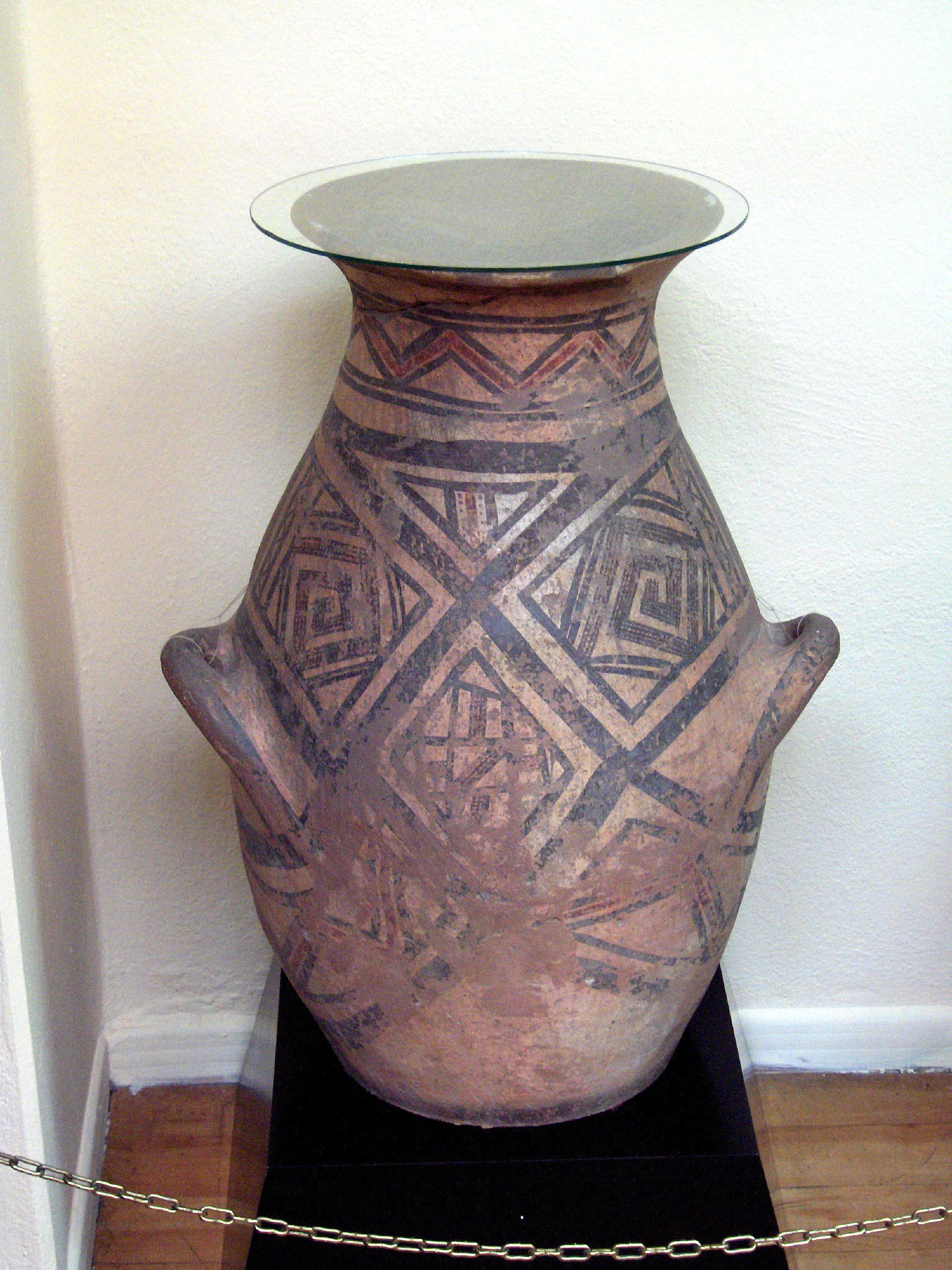
Хеттская ваза, найденная в Кюльтепе. 1660—1460 гг. до н. э.

История Каппадокии ведет своё начало с 5 тыс. до н. э. Все это время регион находился на перекрестке цивилизаций, входя поочередно в состав Хеттской, Персидской, Римской и Османской империй и иных государственных образований, и служа ареной многочисленных войн.
- ок. XVIII в. до н. э. — завоевание хеттами
- 585 год до н. э. — завоевание мидийцами
- 363—370 гг. до н. э. — завоевание персами
- 333 год до н. э.— завоевание Александром Македонским
- 350 до н. э. Ариарат II создает царство Каппадокия
- 17 г н.э — превращение в римскую провинцию Каппадокия (соединена с Понтом и Малой Арменией)
- 1071 г. — территорию получают сельджуки как часть выкупа за императора Романа IV Диогена.
- 1515 г. — окончательное присоединение Каппадокии к Османской империи.
- C 1919 г. в составе Турецкой республики. (Официально с 1923).

## Дохристианская культура и экономика Каппадокии
Древнейший период истории Каппадокии (хетты, ассирийцы и мидийцы) известны, главным образом, по археологическим памятникам, из которых являются находки хеттских поселений вдоль реки Кызыл-Ирмак.

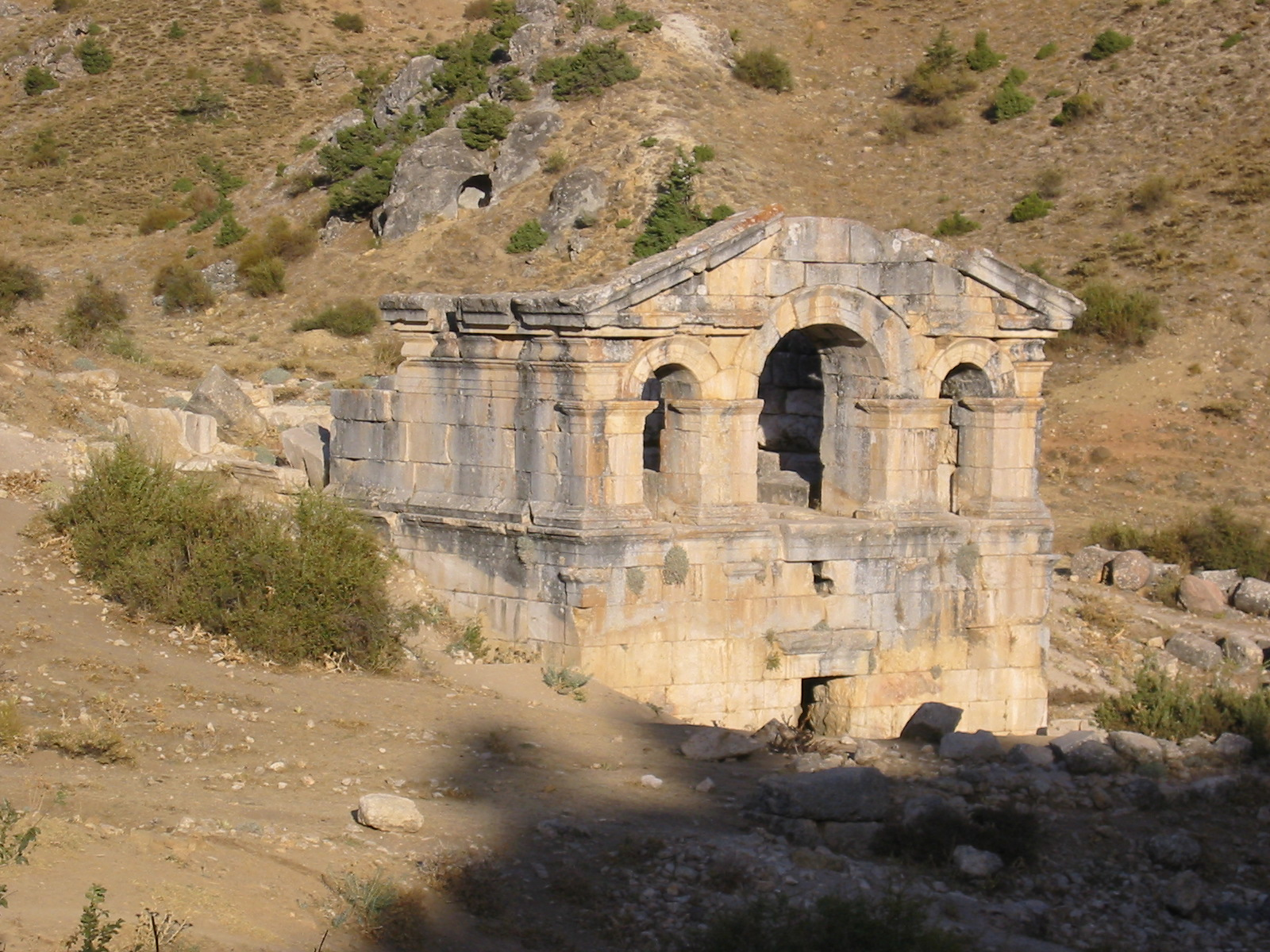
Развалины храма в Комане Каппадокийской

### 2-я пол. I тыс. до н. э.
Как отмечают исследователи, древние источники о Каппадокии очень скудны — это случайные упоминания в литературе и очень небольшое число надписей, из которых большинство относится даже не к самой Каппадокии, а к областям Понта, входившим в состав провинции.
К VI—III вв. относится отделение от Каппадокии местностей Катаонии по обе стороны Антитавра и Мелитены на Евфрате, «жители которых ни по языку, ни по нравам не отличались от каппадокийцев». Исследователи отмечают, что Понт до походов Александра Македонского также представлял собой часть Каппадокии и населяли его в основном те же племена.
При персах страна становится более известной. Жители её, по всей вероятности, были индоевропейцы; религия их была очень сходна с западно-малоазиатскими:
- у них был свой бог неба, каравший за нарушенное слово
- бог луны
- великая богиня природы Ма, при оргиях в честь которой жрецы и поклонники наносили себе раны мечами, а женщины приносили в жертву своё целомудрие.

Кроме местных божеств, почитались и персидские, с которыми в Каппадокии перешли и персидские названия месяцев. Культура была невысока; большая часть населения находилась в крепостной зависимости от знати, другая часть принадлежала храмам; городов было мало (Тиана, Мазака, Амасия на Ирисе), но много больших деревень. Считается, что взаимоотношения персов с местными жителями были дружелюбные. Источником дохода персидской экономики стала известная царская дорога, которая вела в Сузы, столицу империи. Дорога проходила через Мазаку (совр. Кайсери) и Месопотамию, начинаясь с Эфеса и Сардеса.
Начиная с падения империи хеттов Каппадокия находилась под контролем феодальной аристократии, укрепившейся в мощных крепостях, и державшей население в подневольном и угнетенном состоянии (что позже сделало их на удивление покорными в рабстве у чужеземцев, что отмечали письменные источники). Такой строй будет оставаться традиционным на протяжении многих веков.
Как отмечают историки, одним из источников прибыли страны на протяжении многих веков была работорговля, которую организовали цари Каппадокии и Вифинии, наполняя, например, невольничий рынок острова Делос, поставлявшего рабов в Рим. О каппадокийских рабах упоминают поэты Гораций, Персий, Марциал, Ювенал.

#### Кони Каппадокии
Как считается, своё имя Каппадокия получила именно благодаря превосходным лошадям. Предполагают, что обычай отдавать коней в качестве хараджа пришёл именно отсюда. В античных источниках указывается, что каппадокийских коней дарили ассирийским царям Ашшурбанипалу, Дарию и Серхасу.

### Эллинизация региона

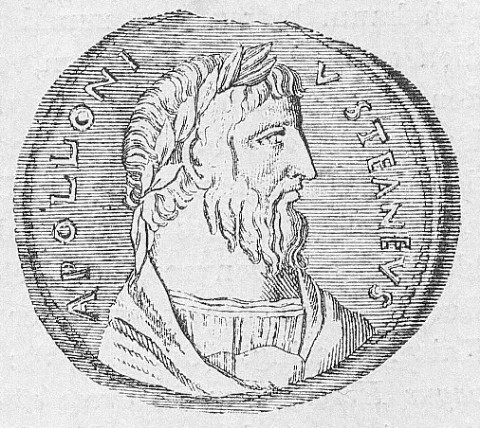
Аполлоний Тианский

После походов Александра Македонского началась эллинизация региона. Исследователи отмечают, что природные условия, изолировавшие Каппадокию как от Чёрного моря, так и от южного берега Малой Азии и предоставлявшие неудобные пути сообщения с западным берегом, законсервировали Каппадокию, задержали и замедлили её ход. Хотя за время правления греков и римлян провинция успела эллинизироваться, но высшая греческая культура, однако, не проникла в страну, что доказывается весьма незначительным количеством античных развалин и надписей.
Эллинизация чуть затронула высшие круги общества, но масса населения сохранила родной язык и быт. Наряду с официальным греческим языком продолжал применяться арамейский, бывший официальным языком со времен ассирийского владычества в Передней Азии.
Известные уроженцы:
- Аретей из Каппадокии (кон. I — нач. 2 в.), знаменитый греческий врач александрийской школы, известен в последние годы правления Нерона; два его трактата о признаках и лечении острых и хронических болезней сохранились практически полностью, первым описал мигрень.
- Аполлоний Тианский (I в. н. э.) — философ неопифагорейской школы, родом из каппадокийского города Тиана.

#### Языческие культы Каппадокии

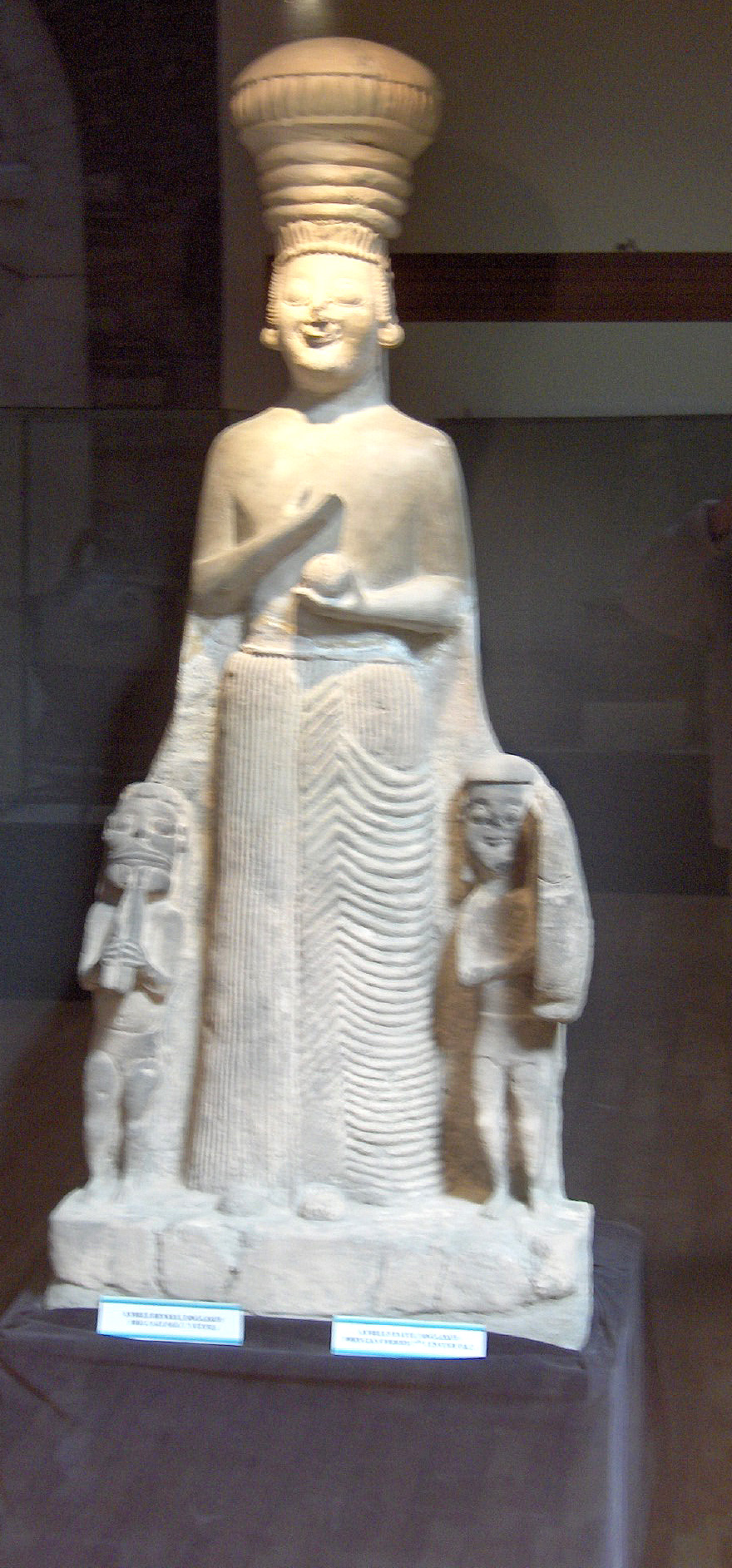
Кибела, найдена в Богазкёе

##### Боги
Стоит отметить, Каппадокия и прилегающие к ней малоазиатские области в античные времена послужили истоком распространения в Римской империи культов некоторых восточных божеств:
- Великая Матерь Кибела с её кровавым оргиастическим культом, который возник в Каппадокии[4], а оттуда перешел во Фригию, откуда и получил популярность. В частности, об распространении упоминает Плутарх в рассказе о служившем в Каппадокии Сулле:

Да  и самому Сулле, как рассказывают, во сне явилась богиня, чтить которую римляне научились от каппадокийцев, это то  ли Луна,  то  ли  Минерва,  то  ли Беллона. Сулле снилось, будто богиня, представ перед  ним,  протягивает  ему молнию и, называя по имени каждого из его врагов, повелевает поразить их, и, пораженные молнией, они падают  и  исчезают.
- Митра был одним из богов, культ которого был популярен в Каппадокии, долгое время находившейся под персами[6]. Именно среди малоазийских греков (кроме Каппадокии его усиленно почитали в Понте и Фригии) появились хорошо известные статуи Митры виде юноши, «прекрасного, как Аполлон», в развевающемся плаще, фригийской шапке и ореоле лучей вокруг головы.

##### Храмы

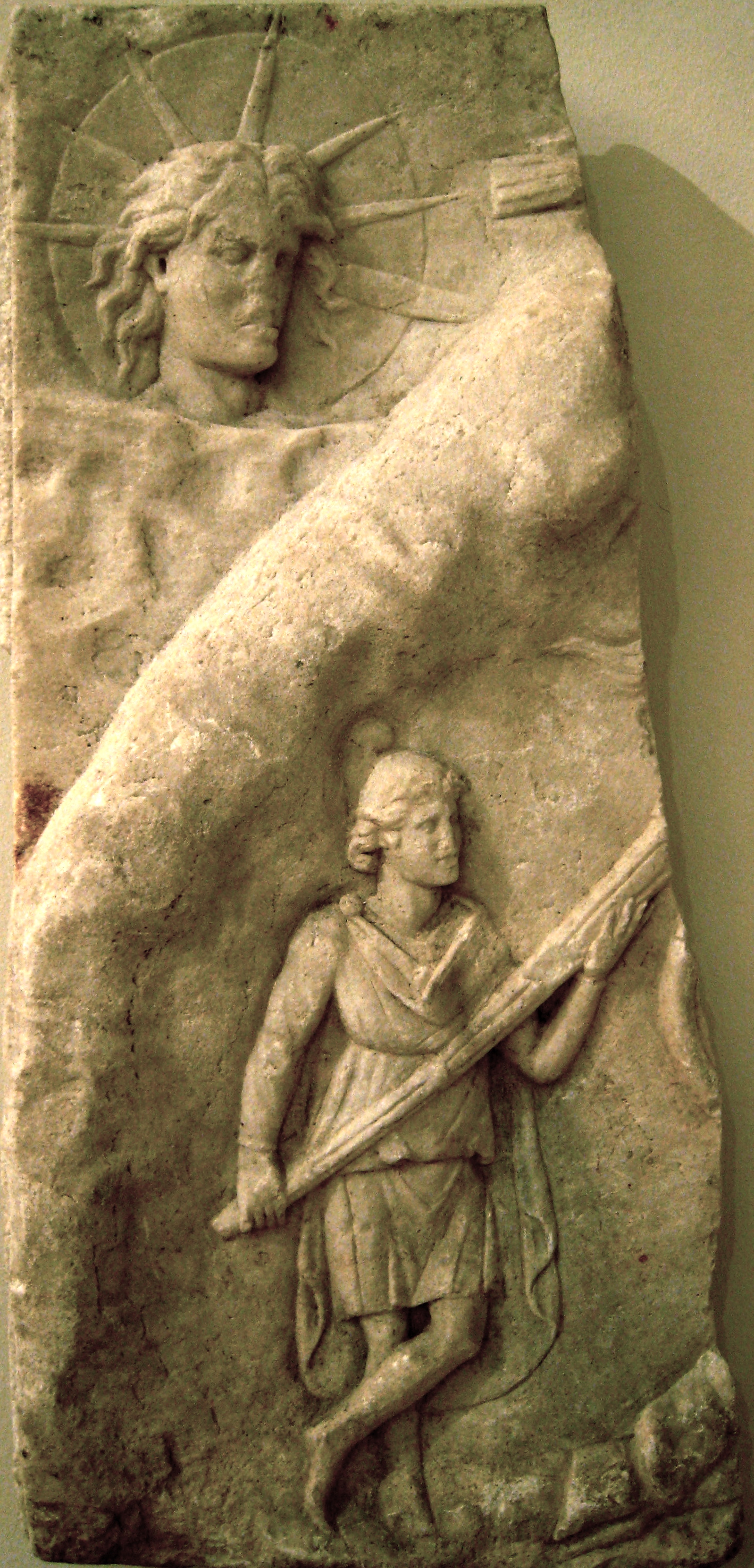
Митра. Древнеримский рельеф

Несмотря на незначительность городов, большое место занимали храмовые территории с крупными центрами полугородского типа:
- Комана Каппадокийская (Гиераполь), центр культа Ма.

Страбон пишет о нём: «там большое множество боговдохновенных и храмовых рабов. Население — катаонцы, вообще подчиненные царю, но повинующиеся больше жрецу. Последний распоряжается храмом и храмовыми рабами, которых во время нашего пребывания там было больше шести тысяч; мужчин и женщин. К храму относится много земли, и доходом пользуется жрец, занимающий второе место в Каппадокии после Царя; да и большей частью цари и жрецы принадлежат к одному роду» (Str. XII, 2, 3).
- В Веназе находился храм Зевса (Агура-Мазды) с «поселением храмовых рабов около трех тысяч и плодоносной землей, дающей жрецу годовой доход в пятнадцать талантов» (XII, 2, 6).
- Третий прославленный храм принадлежал Зевсу Докиейскому.[3]

### Романизация провинции
Как отмечают исследователи истории Римской империи, после завоевания Каппадокии римлянами в 17 г н. э. практически ничего не изменилось: «как и в период эллинизма она оставалась отсталой страной, где не развилась городская жизнь, а аграрные отношения долго сохраняли многие примитивные черты, свойственные древневосточным обществам».
Она имела привлекательные для римлян природные ресурсы, но была недостаточно развита: Страбон указывает, что из десяти стратегий, на которые делилась Каппадокия в предыдущий период, во времена царей, только две имели города — Тианитис (г. Тиана) и Киликия (г. Мазака). Других городов Страбон не знает, употребляя к населённым пунктам выражения «укреплённые пункты», «местечко», «укрепления».
Картина социальных отношений в Каппадокии была ближе к древневосточным моделям, чем к эллинистическим (к примеру, об этом свидетельствует упомянутое выше храмовое рабовладение). Тем не менее, включение региона в состав империи содействовало разложению здесь старых более примитивных отношений. (Известную роль здесь могло сыграть, наряду с развитием сети дорог, привлечение местного населения к службе во вспомогательных войсках и, быть может, даже в легионах).

#### Экономика
Кроме того, превращение в провинцию подстегнуло экономическое развитие территирии: как предполагают, римляне конфисковали и пустили в оборот земли, принадлежавшие ранее царю, и произвели секуляризацию земель.

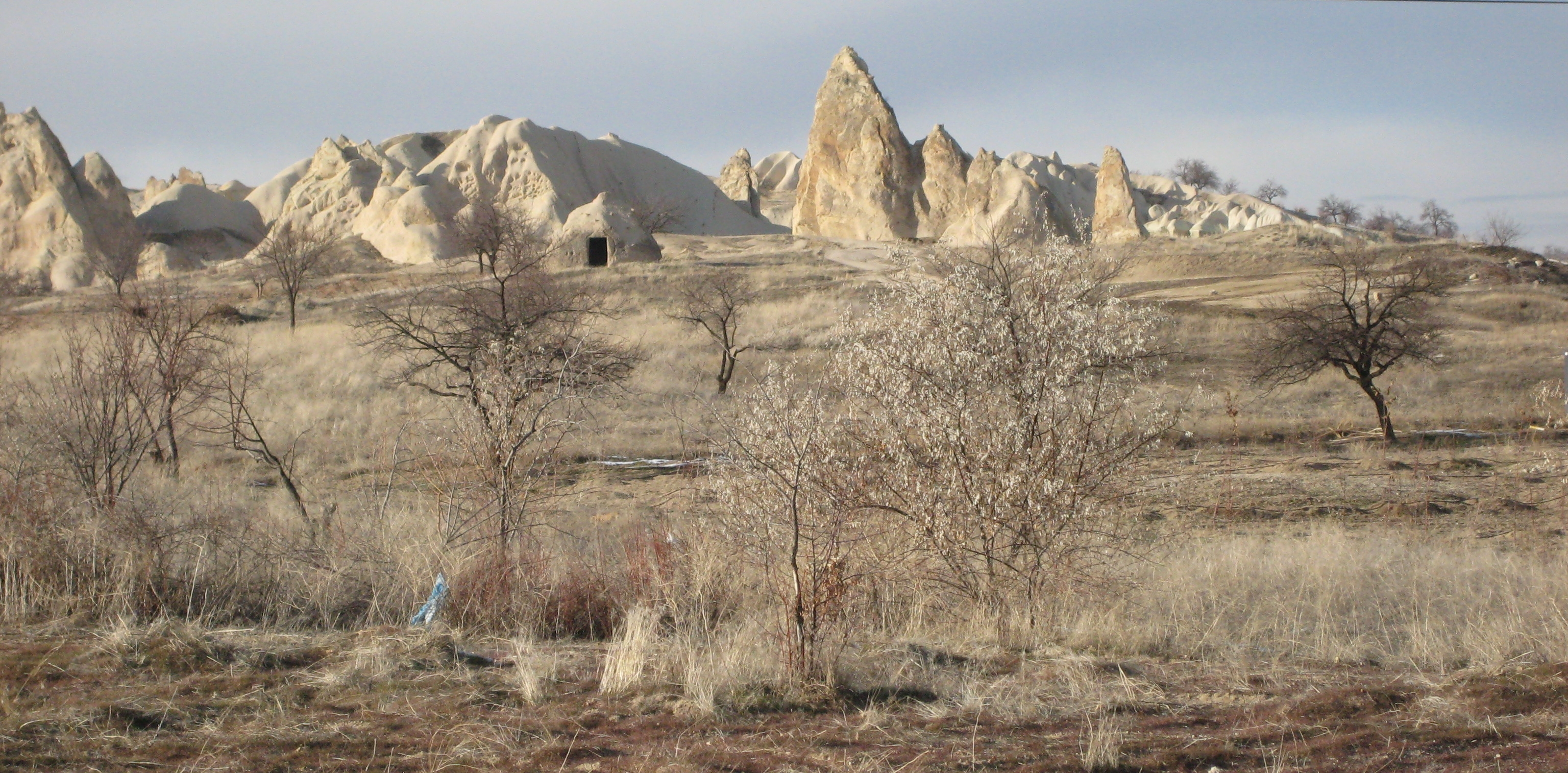
Вулканический пейзаж Каппадокии с пещерными домами

Активно стали разрабатываться следующие месторождения:
- В Каппадокии добывалось железо[7].
- Учреждение в Мазаке (Кесарии) как бы центра по чеканке римской монеты, притом серебряной, позволяет предполагать, что здесь разрабатывались серебряные руды.
- добывались и минеральные краски
- добывался оникс и какой-то белый («лунный») камень, открытый в Каппадокии при Нероне, цветом напоминающий слоновую кость, из которого изготовляли рукоятки для мечей и зеркала; этот камень экспортировался. Этими камнями, которые Плиний[8] называет phengis, император Домициан по рассказу Светония, облицовал стены портиков, в которых обычно гулял, чтобы видеть на их зеркальной поверхности, что происходит позади него и опередить заговорщиков.[9]. Предполагают, что это был род белого полупрозрачного мрамора.

Страбон также отмечал, что Мелитена — «единственная область в Каппадокии, занятая садовыми культурами, где растут оливы и производится монаритское вино, соперничающее с греческим. О городе Мазаке (позднейшей Кесарии) и его территории Страбон сообщал, что это непригодное для жилья место, ибо лишено воды, а окружающая земля, хотя и равнинная, совершенно бесплодна и не обработана. Скотоводство, по-видимому, занимало больше места в сельском хозяйстве провинции».

## Христианская культура Каппадокии

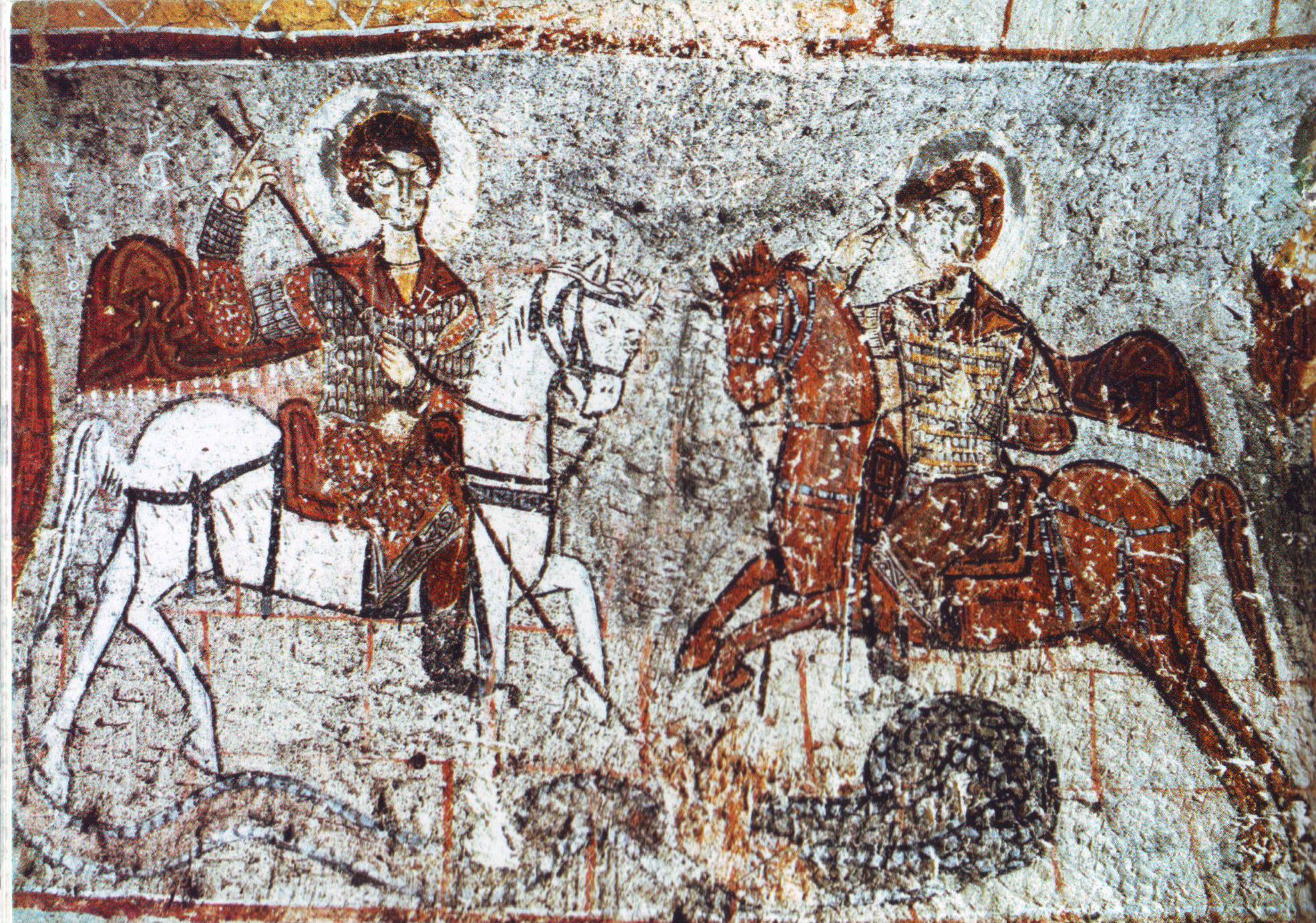
Святые Георгий и Федор, побивающие змея. Фреска в Гереме, 12 век

Благодаря своему местоположению — относительной близости к Константинополю и таким монашеским и религиозным центрам Ближнего Востока, как Сирия, Антиохия и проч., а также расположению на «перекрёстке» дорог, Каппадокия не только испытала значительное воздействие христианства, но стала одним из центров его распространения.

### Первые века христианства

#### Упоминания в Новом Завете
Упоминания каппадокийцев непосредственно в Новом Завете указывает на их значение:
- Капподокийцы упомянуты среди тех, кто услышал говорение апостолов на разных языках после схождения святого духа (Деян. 2:9)
- К каппадокийцам в числе прочих адресовано первое послание Петра: «Петр, Апостол Иисуса Христа, пришельцам, рассеянным в Понте, Галатии, Каппадокии, Асии и Вифинии, избранным» (1Пет. 1:1)

#### Деятельность апостолов
- Благодаря проповедям св. Петра и Павла, трудившихся на землях Анатолии, Каппадокия, являющаяся её частью, была просвещена одной из первых.
- Кроме того, упоминается, что в Каппадокии проповедовал Андрей Первозванный.
- Согласно одному преданию, которое известно также древним латинским писателям, апостол Фаддей, называемый также Иудой, прибыл в Каппадокию, основал там христианскую общину, рукоположил в епископы Феофила, а сам отправился для проповеди в Армению, где и умер мученической смертью в провинции Парскахайк (Персо-Армения), на востоке Армении[11].

#### Распространение христианства
Благодаря проповеди апостолов христианство удивительно быстро закрепилось в этих местах.
О распространении новой религии во 2-й половине II века на территории региона имеются упоминания у Тертуллиана. В сочинении «Против иудеев» он говорит: «Да в кого же, как не во Христа, уверовали все народы?… парфяне, мидяне, эламиты, жители Месопотамии, Армении, Фригии, Каппадокии, Понта и Асии, Памфилии, Египта и частей Африки». В 235 году во время гонений Максимина в Каппадокии два года скрывался Ориген. Таким образом, александрийская богословская школа через Оригена, а прежде — через Пантена влияла на Каппадокию наряду с Палестиной, вызывая и укрепляя и там научные стремления.
В III веке Каппадокия становится одним из основных центров христианства. В IV веке здесь возникает то, что потом оказывало влияние на всю историю Анатолии, вплоть до Нового времени: монашество и аскетизм. Скалистый рельеф и навык сооружения пещерных домов привел к сооружению большого количества пещерных комплексов, куда удалялось огромное количество отшельников. Об активной духовной жизни региона свидетельствует огромный список канонизированных святых, либо родившихся в Каппадокии, либо прибывших туда для монашеской жизни. Основная масса из них относится к III—V и X—XI векам.

### Список святых Каппадокии
В список включены святые, не только родившиеся на территории Каппадокии, но и подвизавшиеся или же принявшие кончину
- Сотник Лонгин Каппадокийский (I в.), мученик (римский солдат, присутствовавший при Распятии)[25]
- Григорий Чудотворец Неокесарийский (ок. 213—ок.270)
- Георгий Победоносец (ум.303)
- Варвара (ум.306) — почитается каппадокийцами как местная, хотя обычно её житие географически привязывают к г. Никомедия.

#### Великие каппадокийцы и их близкие
- Василий Великий (ок. 330—379). Его канонизированные братья и сестры:
  - Григорий Нисский
  - Пётр Святитель, епископ Севастийский
  - Макрина
  - Праведная Феозва, диакониса
  - Емилия, их мать
- Григорий Богослов (Назианзин) (329—390)
  - Амфилохий Иконийский, его двоюродный брат

Карташёв, характеризуя ситуацию со сложением христианской «интеллигенции» в этом регионе, пишет: «Каппадокия и соседние области центра Малой Азии были местом жительства землевладельческих фамилий, полагавших честь своего звания и своих родов в том, чтобы дать своим детям возможно более высокое образование. Само собой понятно, что это вело к занятию командующих высот и в культуре, и в обществе, и в государстве. Подобное накопление просветительных сил и обращение их на служение своему отечеству и своей религии мы и наблюдаем в семействах будущих отцов церкви — Каппадокийцев».

### Период III—VIII веков

#### Каппадокийцы-просветители
Каппадокийские монахи активно участвовали в распространении христианства и крещении земель и народов, как на севере, так и на юге. К примеру, с данной территорией связаны имена равноапостольной Нино Каппадокийской (ум. 335), крестившей Грузию, и Григория Просветителя (ок. 252—326), армянина по происхождению, получившего богословское образование в Каппадокии, и крестившего Армению.
Из северных соседей следует упомянуть готов, которые также были крещены каппадокийцами. «В 264 г. восточные готы снарядили морскую экспедицию в Трапезунд. Достигнув побережья, они прошли с грабежом и разбоем Каппадокию, Галатию, Вифинию и благополучно вернулись назад со множеством пленных — христиан. Этот последний поход имел очень важные последствия для самих готов. В числе пленных был и каппадокийский христианин Евтих, имя которого сохранил епископ кесарийский Василий. Он приписывает Евтиху заслугу распространения среди готов первых семян христианства» (Epist. 104). Но гораздо более значимым оказался другой каппадокиец, Вульфила, который дал готам алфавит и перевел на староготский язык Библию.

#### Сторонники арианства
Активная умственная жизнь, которая происходила в монастырях Каппадокии, дала Византийской империи большое количество арианцев — решительных противников Никейской ортодоксии, которые с неуемной энергией участвовали в религиозной борьбе:
- Астерий Софист
- Евдоксий Антиохийский — один из лидеров самого радикального крыла арианства (аномеев)
- Евномий
- Авксентий Миланский
- Григорий и Георгий, занимавшие Александрийскую кафедру во время изгнания Афанасия Великого
- Филосторгий, автор Второй церковной истории (от 318 до 423 гг.), сохранившейся только в извлечениях у Фотия.

#### Великие каппадокийцы

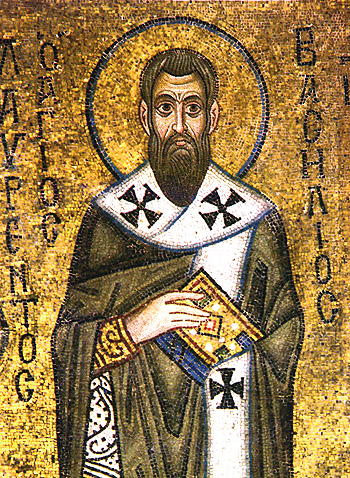
Василий Великий. Мозаика в Софии Киевской

Отцами церкви, увековечившими имя Каппадокии для христианского учения оказались три её уроженца: Василий Великий (епископ Кесарии Каппадокийской), Григорий Нисский (епископ Ниссы, младший брат Василия) и Григорий Богослов (епископ Сасимский), жившие в IV веке. Василий первый занял епископскую кафедру в Каппадокии и, нуждаясь для борьбы с арианством в верных ему хорепископах, пригласил на епископские кафедры своего брата и близкого друга. Они пошли путём т. н. «каппадокийского синтеза», интерпретируя ценности античной философии и культуры в свете христианского откровения.
- Великие каппадокийцы разработали учение о единосущной Троице, в которой Отец, Сын и Святой Дух признаны разночинными и единосущными, тождественными во всем, кроме своих ипостасей — свободных «личностей внутри Божественного единства», которое остается общепринятом в основных христианских конфессиях и ныне. Они внесли значимый вклад в христианское богословие, строго разграничив понятия «сущности» и «ипостаси» Бога.[26][28]
- Кроме этого, каппадокийцы (прежде всего Григорий Нисский и Григорий Богослов) отождествили понятия «ипостась» и «лицо» (до них понятие «лицо» в богословии и философии было описательным, им могли называть маску актёра или юридическую роль, которую выполнял человек). Следствием этого отождествления стало возникновение нового понятия «личность», неизвестного ранее в античном мире.[29]
- Стоит отметить третье значимое для культуры понятие, введенное Великими Каппадокийцами — праздник Рождества. Впервые он становится известным в Каппадокии при Василии Великом, которому принадлежит первое «Слово на Рождество Христово». Очевидно, он и ввёл этот праздник в 370-е гг., а друг его Григорий Богослов перенёс его в Константинополь (откуда он распространился уже в качестве столичного нововведения).[30]
- «Василианский» общежитийный монастырский устав, введенный Василием — до сих пор общепринят в православии. (Подробнее см. ниже).

### Церковная организация

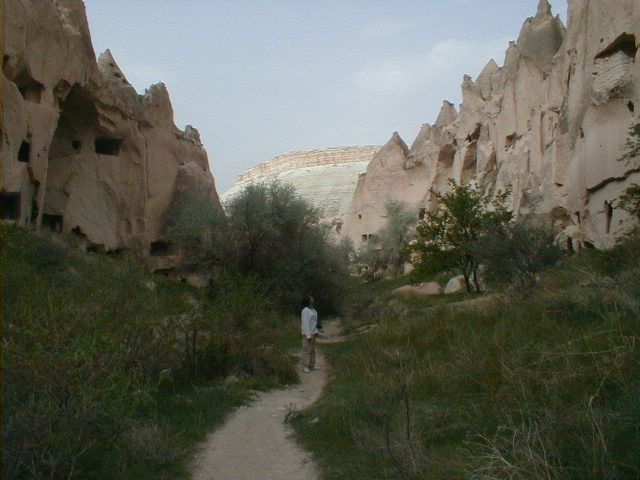
Долина Зельве. В горных склонах по обе стороны тропинки вырублены пещерные кельи

Каппадокия являлась епархией во главе с митрополитом, позже получившим титул экзарха — это был митрополит Кесарии Каппадокийской. Архиепископ Кесарийский был предстоятелем диоцеза Понтийского, включавшего в себя 8, позднее 10 провинций (Галатию, Вифинию, Каппадокию, Понт и другие) . Среди Кесарийских архиепископов известность получил Андрей (VI—VII века), написавший толкование на книгу Апокалипис, пользующиеся популярностью по настоящее время.
Из церковных событий следует отметить следующее:
- Явление иконы — Камулианская Нерукотворенная икона Божией Матери. Явилась в 392 году в Римской провинции Каппадокии н городе Камулианахе. В 547 году при императоре Юстине Младшем она была перенесена из Каппадокии в Константинополь, где был устроен во имя её храм[31].

### Монашеская жизнь
Главным фактором, характеризующим христианство в Каппадокии, являлось огромное количество пещерных монастырей и просто уединённых келий в горных массивах, где обитало колоссальное количество отшельников. Край оказался невероятно удобным для такого способа подвижничества.
Василий Великий принял участие и в формировании каппадокийского монашества. Посетив монастыри в Египте и Палестине, а также исследовав местные поселения, он способствовал созданию нового устава. Старый путь, когда требовались суровые испытания и полная изоляция от людей, показался ему неправильным.
Он установил новые правила монастырской жизни. Этот общежительный монашеский устав («Пространно изложенные правила для монахов»), принятый в православном иночестве до сегодняшнего дня, на Западе, с его разнообразием монастырских уставов, так называется по его имени: «василианские монастыри». Для предотвращения чрезмерного аскетизма монахам теперь предписывалось создать небольшие общины, и жить совместно, подчиняясь указаниям высших иерархов. Вместо полностью устранившихся от жизни монахов приоритет теперь был за теми, кто помогал бедным и больным, общался с паствой.

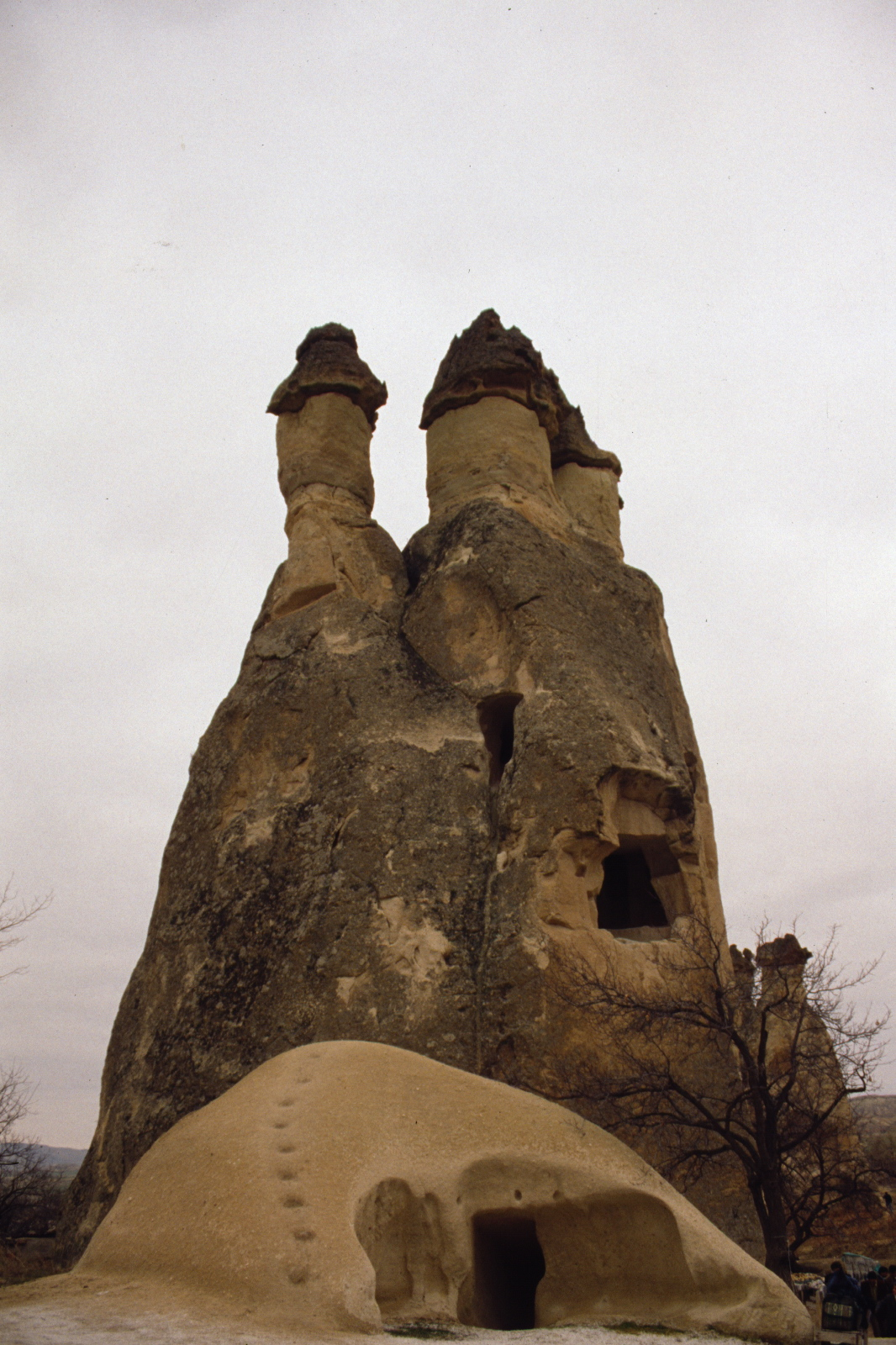
Монашеская келья, вырубленная в скальном вулканическом образовании перибаджалары, долина Паша Баглари

Василий считал, что новые правила помогут монахам избавиться от лености, нарушающей внутреннюю уравновешенность. Впервые данный устав был утвержден в основанном Василии монастыре Василия Великого неподалёку от Кайзери в его имении на реке Ирис. Благодаря этому пещерные монастыри Каппадокии отличаются от аналогичных поселений Афона и Метеор — именно интегрированностью в жизнь местного населения и активным участием в его жизни. После Василия Великого общежительные монастыри, ранее известные лишь по деятельности Пахомия Великого, получили своё распространение на Востоке.
В последующие годы ландшафт, непроходимый для войсковых объединений, и давняя привычка к созданию пещерных домов привели к тому, что в регион стали стекаться огромное количество христиан со всей Малой Азии, обживших туфовые склоны. Сообщают, что в конце первого тысячелетия в Гёреме жило до тридцати тысяч христиан. По некоторым данным, на площади всего в несколько сот квадратных километров, насчитывается 3 тыс. скальных церквей и келий.
Неудивительно, что подобное монашеское житие воспринималось как эталон — например, самыми выдающимися архимандритами Палестинского монашества стали каппадокийцы — Феодосий Великий (Киновиарх), основатель палестинского общежительного монашества, и Савва Освященный, автор Иерусалимского устава.

### Период иконоборчества
Эпоха иконоборчества, ознаменовавшаяся значительными репрессиями, вызвала большой приток в Каппадокию эмигрантов из Константинополя и центральных областей Византии — сторонников иконопочитания, скрывавшихся от притеснений. Область стала одним из главных мест, где они могли успешно скрываться.
В частности, пещерные обители и скиты стали прибежищем большого количества греческих мастеров-иконописцев, которые, помимо всего прочего, расписывали стены свои скитов. «Таким образом, греческое искусство и иконопись VIII—IX столетий приходится искать вне Византии, в Малой Азии или же в Южной и Средней Италии». Эти отдалённые монастыри стали удобным прибежищем.

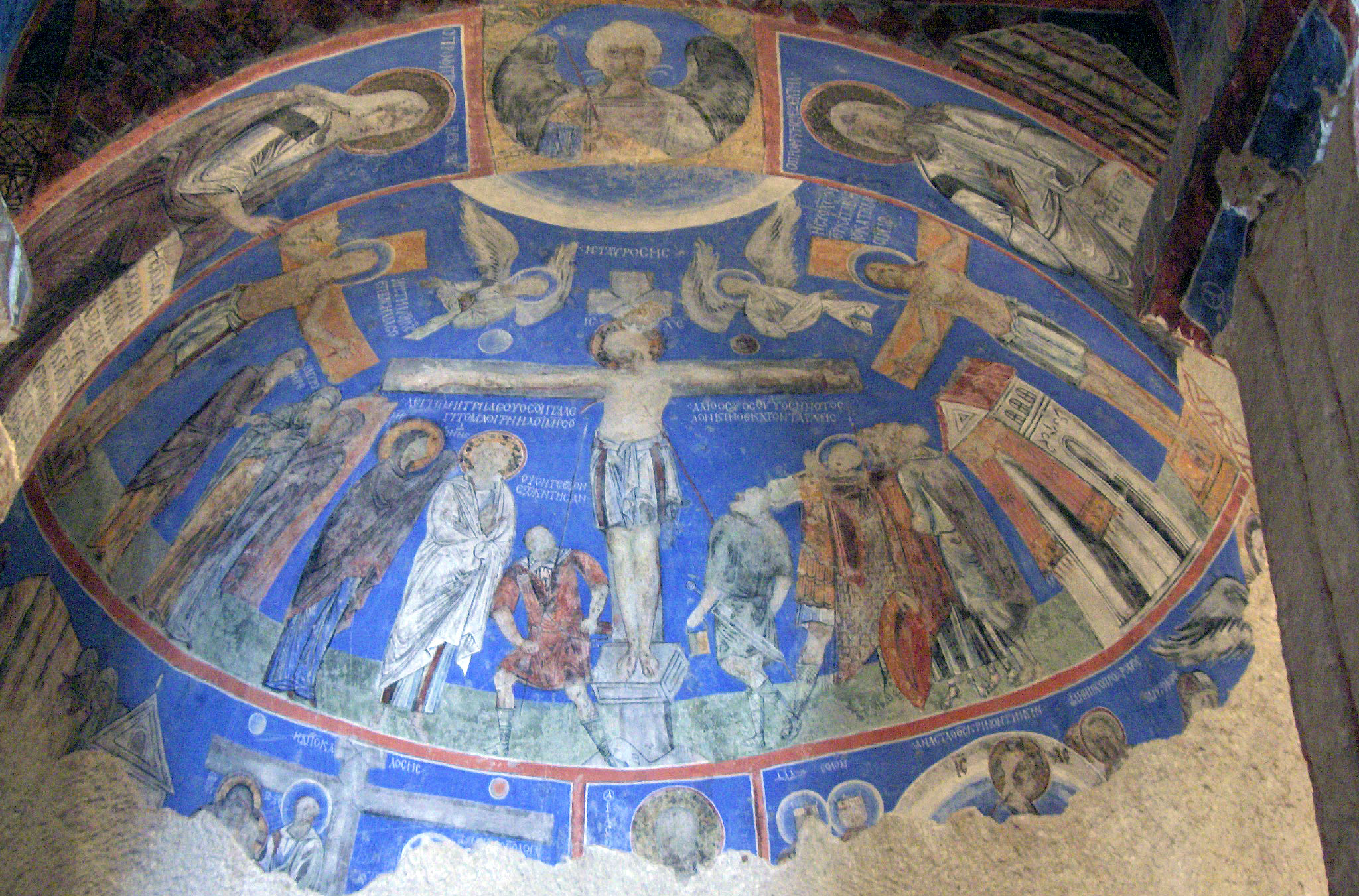
Роспись абсиды пещерной церкви в Гёреме

«Эпоха иконоборчества в Византии, как и последовавшее затем восстановление иконопочитания, ещё больше способствовала развитию монашества в Каппадокии. Рост обителей проходил бурно. Весь край в буквальном смысле был изрыт пещерами, в которых устраивались церкви, скиты, кельи… Места для всех не хватало. Дошло до того, что монастырское строительство в Каппадокии запретили. Всего же до нашего времени сохранилось более тысячи вырубленных в скалах храмов, из них около 150 с фресковой росписью».

### Дальнейший период
В постиконоборческий период начался второй подъём христианской культуры Каппадокии. В регионе было построено множество новых церквей, некоторые из которых украшены фресковыми циклами, сохранившимися до сего дня. XI столетие стал «золотым веком».
В последующие века, в связи с ослабением силы Византии и потерей данных территорий, которые переходят под руку мусульман, активная умственная жизнь каппадокийских святых отцов постепенно сходит на нет, тем не менее, не затухая окончательно.

#### Фрески Каппадокии
См.  Фресковая живопись Каппадокии

## Исламская культура Каппадокии
Сельджуки исповедовали ислам, и с их появлением на территорию Каппадокии пришла новая религия. Позже господство над этой землей перешло в руки османов, которые также придерживаются ислама.

### Положение христиан
Тем не менее, старая греческая традиция и христианство, в том числе силами армян, оставались заметными на данной территории, по крайней мере, до начала XX века, когда армянское население было вырезано, а греческое — было обменяно на турок Греции, и переехало в Грецию, увезя с собой все ценные реликвии. Характерна история мощей св. Иоанна Русского, почитавшегося в каппадокийском городе Ургюп.
Христиане Ургюпа переезжают в село Ахмед-Ага на острове Эвбея, и переименовывают его в Нео-Прокопион, воздвигают там церковь и переносят туда мощи. Точно также поступили со всем, доступным перемещению, и поэтому в наши дни бывшие христианские монастыри и церкви представляют собой пустые покинутые пещеры — туристические объекты, кормящие турецкое население.

### Сельджукские памятники
Именно с этого момента последователи Магомета начали победное шествие по всей Анатолии, сделав временной столицей город Конью, входивший тогда в состав каппадокийских земель. Султан Аладдин Кейкубат собрал в нём выдающихся художников, ученых и теологов своего времени. А чуть позже в городе возвели первые мечети и медресе.

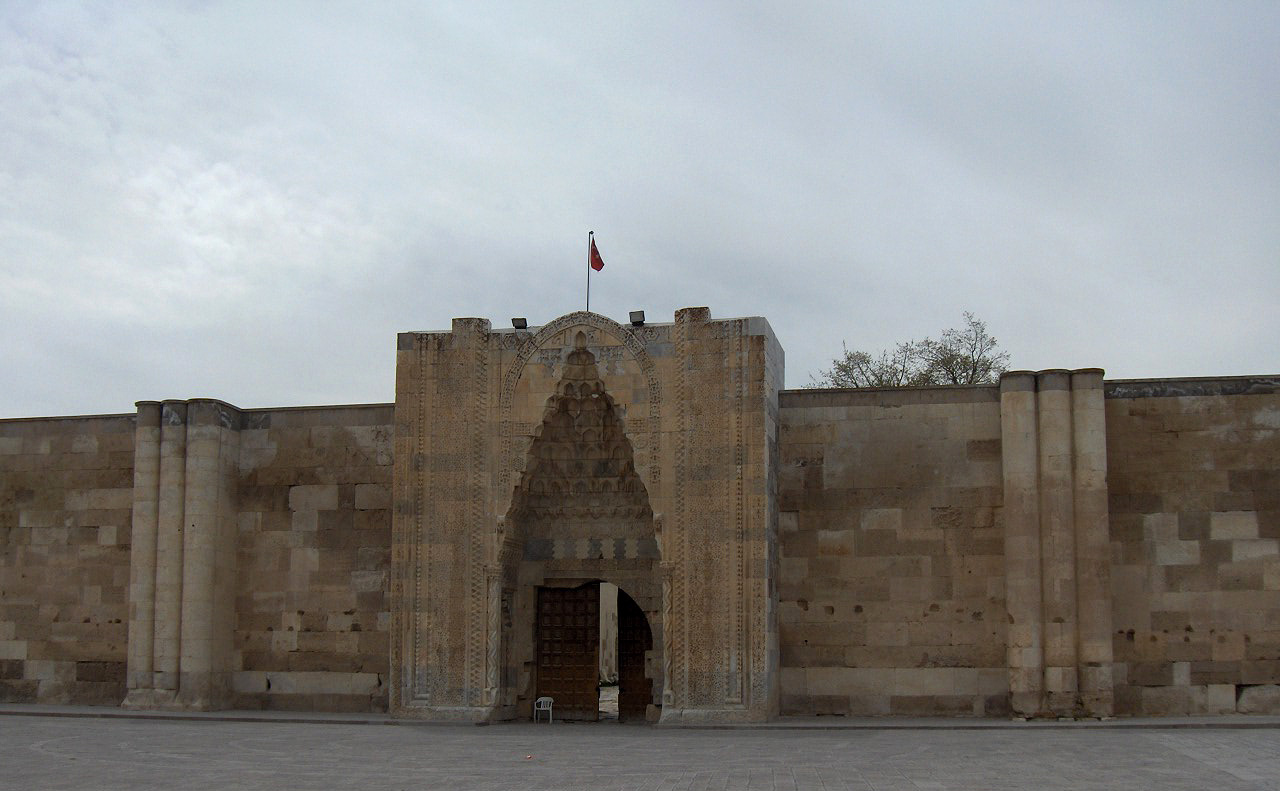
Монументальные ворота караван-сарая Султанханы.

XIII век был периодом расцвета сельджукского государства, и от этого времени на территории остался ряд прекрасных строений, как светских, так и религиозных. К этому периоду относятся следующие памятники:
- мечеть Кайсери (1135-50 гг.)
- мечеть, г. Аксарай (1156 г.)
- двойное Медресе, Кайсери (1202 г.)
- Медицинская школа, Кайсери (1206 г.)
- мечеть, г. Нигде
- Санибийе Медресе, Кайсери (1268 г.)
- Сунгур Вей Мечеть, г. Нигде
- караван-сарай Султанханы, (1229 г.). Построен на дороге Аксарай-Конья султаном Аладдином Кейкубадом. Является одним из выдающихся памятников на территории Анатолии, имеет 4.500 кв. м. Архитектор Амеле Мухаммед Бин Хавлан

Значимым типом памятников этого периода являются караван-сараи, в большом количестве возникавшие на данных территориях. Они были расположены на расстоянии 30-40 км друг от друга, имели высокие стены и башни, и во время войн могли использоваться для обороны.